# ランゲンザルツァの戦い (1761年)
ランゲンザルツァの戦い（ランゲンザルツァのたたかい、英語: Battle of Langensalza）は、七年戦争中の1761年2月15日、プロイセン軍とハノーファー軍がフランス軍とザクセン軍に勝利した戦闘。

## 背景
1760年の苦戦を経て、オーストリア軍とロシア軍はプロイセン軍との戦闘を小休止しなければならなかった。プロイセン王フリードリヒ2世はその間に同盟国イギリスとハノーファーの指揮官フェルディナント・フォン・ブラウンシュヴァイク＝ヴォルフェンビュッテルにヘッセンにいるフランス軍への攻撃を要請、プロイセン軍7千を援軍として派遣した.。1761年1月26日、フランス軍はテューリンゲンのフランケンハウゼンで小規模な戦闘に勝利した。

## 経過
フリードリヒ・ヴィルヘルム・フォン・ズューブルク率いるプロイセン軍はフリードリヒ・フォン・シュペルケン率いるハノーファー軍と合流し、フランスのスタンヴィル伯とザクセンのゾルムス伯と戦った。
両軍はウンシュトルト川両岸で激突した。フランス軍は大雨で濡れた中、ぬかるんだ谷を進んだため行軍が困難であった。フランス軍のうち1個縦隊は悪路で道からそれてしまい、浅瀬で渡河する羽目になった。またフランス砲兵隊の位置が低すぎて高台で行軍しているプロイセン騎兵に砲撃できなかった。
戦闘の結果はフランスとザクセン軍の敗北に終わり、2千人が戦死または捕虜になった。

## 影響
フェルディナントは勢いに乗じてハノーファー軍1万5千でカッセルを包囲、また同時にツィーゲンハインとマールブルクも包囲した。しかし、フェルディナントは3つの包囲で全て敗北し、1761年3月21日のグリューンベルクの戦いでもブロイ公に敗北した。一方のフリードリヒ2世もオーストリア軍と神聖ローマ帝国軍が南からプロイセン軍を脅かしていたため、フランス軍に追撃できなかった。
ランゲンザルツァにおける敗北はスタンヴィル伯の兄でオーストリアとの同盟を推進していたフランス宰相エティエンヌ・フランソワ・ド・ショワズールの名声を損なった。